# 과일 샐러드

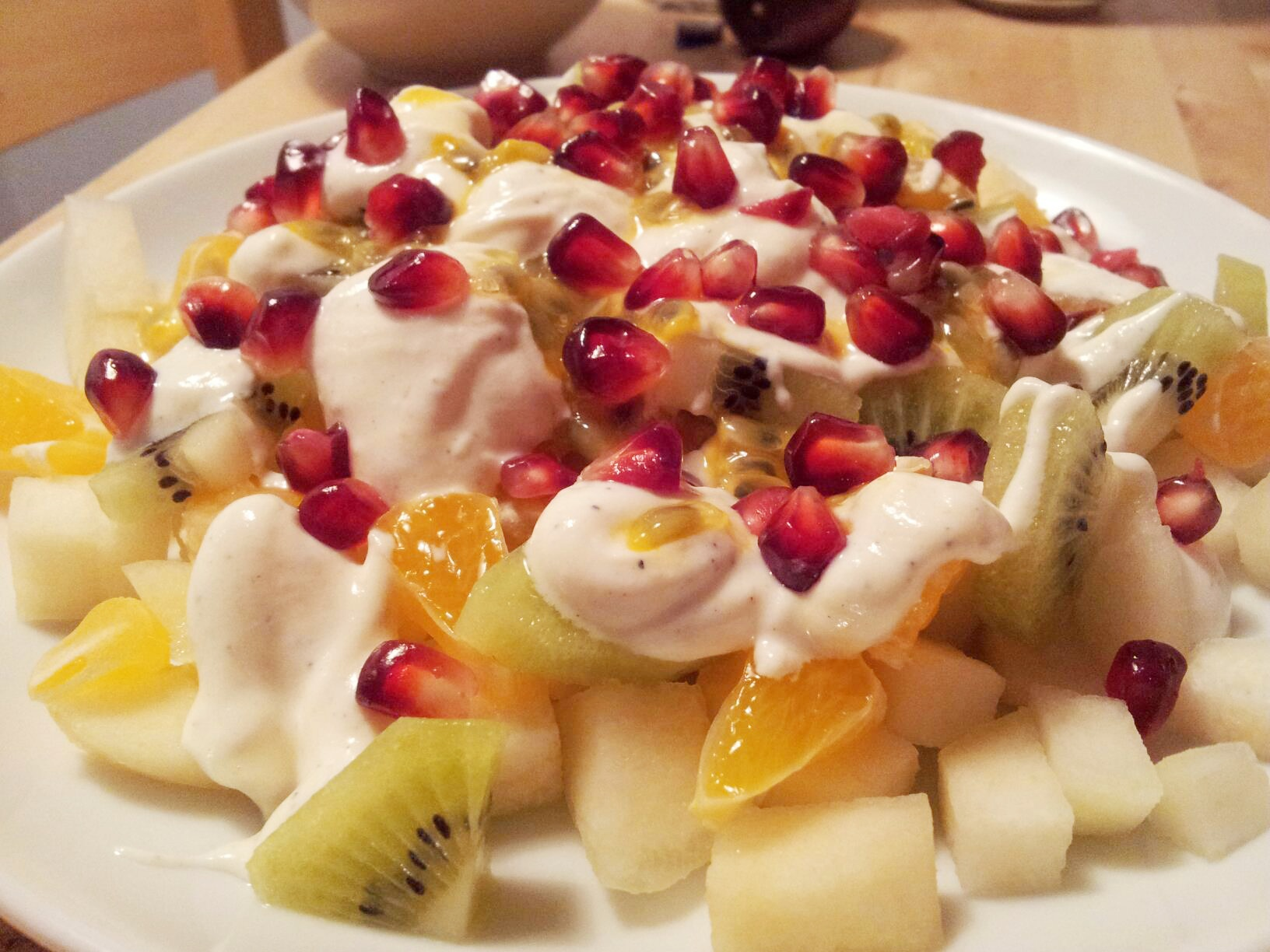
배, 사츠마 만다린, 키위, 패션프루트, 석류씨, 그릭요거트에 꿀, 카다맘, 바닐라 설탕을 섞어 만든 과일 샐러드 한 접시

과일 샐러드(Fruit salad)는 과일이 들어간 샐러드이다.
과일뿐만 아니라, 콘플레이크, 드레싱, 요구르트 등을 곁들여 먹기도 한다.

## 같이 보기
- 콩포트
- 솜 땀
- 상그리아